# Yer Iyesi
 (février 2025).
 (juin 2024).
La mise en forme du texte ne suit pas les recommandations de Wikipédia : il faut le « wikifier ».
Les points d'amélioration suivants sont les cas les plus fréquents. Le détail des points à revoir est peut-être précisé sur la page de discussion.
- Les titres sont pré-formatés par le logiciel. Ils ne sont ni en capitales, ni en gras.
- Le texte ne doit pas être écrit en capitales (les noms de famille non plus), ni en gras, ni en italique, ni en « petit »…
- Le gras n'est utilisé que pour surligner le titre de l'article dans l'introduction, une seule fois.
- L'italique est rarement utilisé : mots en langue étrangère, titres d'œuvres, noms de bateaux, etc.
- Les citations ne sont pas en italique mais en corps de texte normal. Elles sont entourées par des guillemets français : « et ».
- Les listes à puces sont à éviter, des paragraphes rédigés étant largement préférés. Les tableaux sont à réserver à la présentation de données structurées (résultats, etc.).
- Les appels de note de bas de page (petits chiffres en exposant, introduits par l'outil «  Source ») sont à placer entre la fin de phrase et le point final[comme ça].
- Les liens internes (vers d'autres articles de Wikipédia) sont à choisir avec parcimonie. Créez des liens vers des articles approfondissant le sujet. Les termes génériques sans rapport avec le sujet sont à éviter, ainsi que les répétitions de liens vers un même terme.
- Les liens externes sont à placer uniquement dans une section « Liens externes », à la fin de l'article. Ces liens sont à choisir avec parcimonie suivant les règles définies. Si un lien sert de source à l'article, son insertion dans le texte est à faire par les notes de bas de page.
- La présentation des références doit suivre les conventions bibliographiques. Il est recommandé d'utiliser les modèles {{Ouvrage}}, {{Chapitre}}, {{Article}}, {{Lien web}} et/ou {{Bibliographie}}. Le mode d'édition visuel peut mettre en forme automatiquement les références.
- Insérer une infobox (cadre d'informations à droite) n'est pas obligatoire pour parachever la mise en page.

Pour une aide détaillée, merci de consulter Aide:Wikification.
Si vous pensez que ces points ont été résolus, vous pouvez retirer ce bandeau et améliorer la mise en forme d'un autre article.
Yer Iyesi (Tatar : Җир иясе ou Cir İyäse, Tchouvache : Ҫĕр Ийĕ, Iakoute : Сир Иччи) - l'esprit gardien de la terre et du sol dans les mythologies turques, altaïennes et mongoles. Les mongols l'appellent Gazar Ezen. C'est l'esprit protecteur de la terre.

## Caractéristiques
Chaque terre, chaque champ a une "Iye" différente. Elle est représentée comme une femme d'âge moyen, au corps plutôt large, à la démarche grande et ample. Elle protège les champs cultivés. Une autre Iye, l'Iye des champs, possède des qualités similaires. Elle est sacrifiée chaque année avant la récolte. Elle vit dans chaque centimètre du sol. Elle protège le sol déguisée en serpent. Selon la croyance, l'ours entend le nom de l'ours de la terre. Car « Er Kulaktu »/« Çir Kulaktı » (l'oreille de la terre) l'entend. En Anatolie, le dicton « la terre a des oreilles » l'exprime également. Le lieu où vit l'ours est aussi la terre et le sous-sol. La terre peut communiquer non seulement avec l'ours, mais aussi avec les loups, les serpents et d'autres créatures taboues similaires, et même avec les humains. Cette croyance s'applique également aux serpents, aux loups et autres. 

## Kır İyesi
Kır İyesi(esprit des steppes)(Tatar : Qır İyäsi ou Qır Atası) est un être apparenté à Yer İyesi en raison de caractéristiques similaires. Dans les croyances folkloriques turques, tatares et altaïennes, il est l'esprit de la campagne (ou des steppes). Il est également parlé comme Gır Iyesi ou Yazı (Cazı) Iyesi. Les Mongols l'appellent Dala (Dele) Ezen. Il a de longs bras, de longs doigts, il est mi-humain, mi-arbreux. Il vit dans des arbres isolés ou des buissons. Il protège la campagne. Il aide les gens en difficulté dans la campagne. On lui donne des miettes de pain et des récoltes. Le mot signifie aussi gris, couleur grise.

### Actifs liés
1. Kır Anası : La forme féminine de Kır İyesi, qui a l'apparence d'une vieille femme.
2. Kır Atası : C'est la forme masculine de Kır Atası sous la forme d'un vieil homme.

## Étymologie
Il est dérivé de la racine Yer/Cer/Çer(sol).Considéré avec le verbe s'installer, cela désigne la zone sur laquelle vivent les gens. Yerçi/Yirçi signifie guide.

## Source
- Dictionnaire des mythes turcs, Deniz Karakurt, Turquie, 2011 (OTRS : CC BY-SA 3.0)  27 Aralık 2019 tarihinde    </link>

## voir également
- Su iyesi
- Terre Mère